# Каменка (Днепровский район)
Каменка (укр. Кам'янка) — село, Новоалександровский сельский совет, Днепровский район, Днепропетровская область, Украина.
Код КОАТУУ — 1221486206. Население по переписи 2001 года составляло 92 человека.

## Географическое положение
Село Каменка находится на левом берегу реки Мокрая Сура, выше по течению на расстоянии в 3,5 км расположено село Новоалександровка, ниже по течению на расстоянии в 1,5 км расположено село Днепровое, на противоположном берегу — сёла Червоный Садок и Ракшевка.
В 2-х км расположен Днепровский аэродром.

## Экология
- Ниже по течению реки Мокрая Сура расположена Центральная станция аэрации и её иловые поля-отстойники.
- Рядом со станцией аэрации находится электрическая подстанция и завод по производству изделий из пластмасс.

## Экономика
- Молочно-товарная, птице-товарная, свино-товарная и овце-товарная ферма, машинно-тракторные мастерские.

## Объекты социальной сферы
- Школа.
- Детский сад.
- Клуб.
- Дом культуры.
- Фельдшерско-акушерский пункт.
- Больница.
- Спортивная площадка.
- Стадион.

## Достопримечательности
- Братская могила советских воинов.